# Гриневецкие
Гриневецкие (пол. Hryniewiecki) — дворянский род белорусского происхождения, герба Пржегоня или Остоя.
Разделился на двенадцать ветвей, из которых старейшая восходит к XVI в. Они внесены в I и VI части родословных книг Гродненской, Ковенской, Минской, Подольской, Волынской и Киевской губерний.